# Muddamgere, Mandya
Muddamgere là một làng thuộc tehsil Mandya, huyện Mandya, bang Karnataka, Ấn Độ.